# Vía verde de la Jara
La vía verde de la Jara es una antigua infraestructura ferroviaria en desuso que ha sido acondicionada para uso turístico (senderismo, cicloturismo y paseo a caballo). Esta vía verde que transita en su mayor parte por la comarca de La Jara, en la provincia de Toledo. Recorre 52,4 kilómetros de paisaje virgen entre las estribaciones de los Montes de Toledo y la vega del río Tajo. El Camino Natural de la Vía Verde de la Jara está incluido en la Red de Caminos Naturales del Ministerio de Agricultura, Pesca y Alimentación. Desde octubre del año 2021 se encuentra cerrada a los usuarios debido al mal estado de conservación del itinerario.
La vía verde aprovecha parte de la nunca finalizada línea Talavera de la Reina-Villanueva de la Serena.

## Historia
Al igual que ocurre con otras líneas férreas, hay que remontarse al general Primo de Rivera y su ministro de Obras Públicas, el conde de Guadalhorce, para explicar el origen de este trazado ferroviario. El Plan de expansión de líneas de ferrocarril, gestado en 1926, contemplaba la creación de nuevas líneas de carácter radial
Una de aquellas nuevas línea férreas se concibió como unión entre Talavera de la Reina (Toledo) y Villanueva de la Serena (Badajoz), pasando por la monacal villa de Guadalupe (Cáceres), uniendo así los valles del Tajo y del Guadiana. Las obras se iniciaron a buen ritmo a finales de los años 1920. Legiones de obreros, junto con antiguos campesinos, excavaron los montes vírgenes y elevaron toneladas de hormigón sobre los ríos para tender numerosos túneles y viaductos.
La guerra y sus miserias cayeron como un mazazo sobre este proyecto. La posguerra, el automóvil y la despoblación de los campos se confabularon contra el proyecto de construcción del ferrocarril. Sus obras languidecieron hasta que un día alguien se olvidó de ellas. Cuando se abandonaron ya estaba construida toda la explanación, excepto unos 20 km del tramo de Villuercas, con sus estaciones dispuestas a recibir las vías y señales. Incluso se llegó a tender vía desde Villanueva hasta Logrosán, tramo que fue entregado a RENFE y que llegó a disponer de empleados adscritos a la línea. Este trazado una corta vida operativa y acabaría siendo desmantelado.

## Recorrido
La ruta se inicia en el mismo andén de la estación de Calera y Chozas, la primera de las ocho estaciones que encontraremos en la ruta, desde donde la Vía verde enfila en paralelo a las vías en activo, separándose de ellas poco a poco. 
Tras una larga recta entre parcelas de regadío, nos acercamos al apeadero de Silos, enclave que es la puerta de entrada a la finca El Arco, formada por un denso bosque mediterráneo que regala la vista y el olfato del viajero. Tras atravesar el segundo túnel de nuestra ruta, encontramos el viaducto más espectacular de todo el recorrido, el Puente Amador o Viaducto de Azután, sobre el río Tajo, con una altura máxima de 40 metros y una longitud de 340 metros. A pocos kilómetros encontramos la estación de Aldeanueva de Barbarroya, localizada en las afueras del pueblo.
En el kilómetro 30, después de dejar a nuestra izquierda la estación de Nava-Fuentes, nos dispondremos a atravesar el túnel más largo de los 18 que encontramos en la Vía verde, con más de 700 metros de longitud.
Poco a poco nos acercamos a la estación de Campillo-Sevilleja, unos metros antes de alcanzarla, a mano izquierda, nos encontramos con los restos de uno de los molinos de Río Frío. Así atravesando un paisaje de jara y pizarra llegaremos al final de la ruta en la estación de Santa Quiteria, antesala de la Sierra de Altamira, donde termina la Vía verde de la Jara.
Esta Vía Verde nos permite adentrarnos en una comarca muy poco explorada, y es capaz de vertebrar su territorio actuando como estructura de comunicación entre los diferentes municipios que atraviesa.

## Puntos de interés ferroviario

### Viaductos
Son 7 los viaductos que jalonan la Vía verde de la Jara, y los encontramos de muy diversa factura. El más espectacular es el “Puente Amador” o Viaducto de Azután (por volar sobre el embalse de idéntico nombre), que une los términos municipales de Calera y Chozas y Aldeanueva de Barbarroya, con una longitud de 340 metros y una altura máxima de 40 metros este viaducto, que ha sido escenario de algunas series televisivas, nos permite volar sobre el río Tajo.
De menor longitud, unos 100 metros, y similar altura máxima, 35 metros encontramos el Viaducto de Riscal. Más adelante, entre los términos de La Nava de Ricomalillo, El Campillo de la Jara y Sevilleja de la Jara encontramos otros Viaductos imponentes de casi 100 metros de longitud y de unos 20 – 25 m de altura.

### Túneles
Ésta Vía Verde discurre sobre una infraestructura que atraviesa el monte por 18 veces. Sin lugar a dudas la Vía verde de la Jara es especial en muchos sentidos, aquí destacaremos uno de ellos, termina en un túnel, y es que la zona más alta de la Vía verde es en la que más presencia de túneles hay. 
De todos ellos destacan varios: en primer lugar el túnel n.º 9, en el kilómetro 30, justo después de dejar a mano izquierda la estación de Nava-Fuentes en dirección a Santa Quiteria, que es el más largo de la ruta con 730 metros de longitud. Le siguen de lejos los túneles 4, 5 y 13 que rondan todos los 250 metros (en los kilómetros 25, 26 y 38, respectivamente), si bien la curvatura del trazado en alguno de ellos puede provocar una gran sensación de oscuridad.

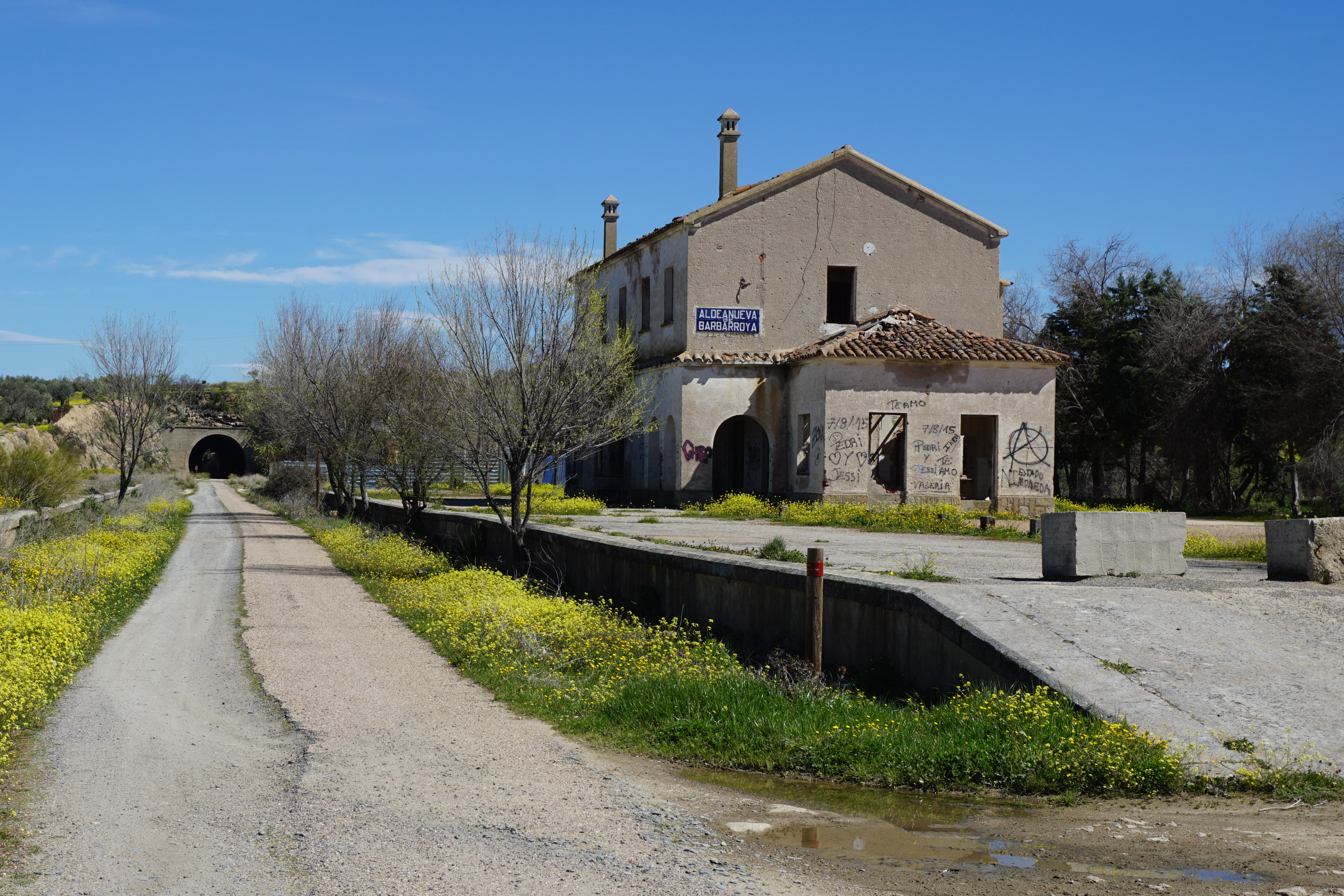
La estación de Aldeanueva de Barbarroya y uno de los túneles por los que discurre la Vía Verde de la Jara.

### Estaciones
La línea ferroviaria que ha dado lugar a la Vía verde de la Jara en su parte toledana, tenía proyectadas y tiene construidas 5 estaciones y 3 apeaderos. La estación de Calera y Chozas es la única que continúa viva, a nivel ferroviario, ya que aún circulan los trenes, aunque no hacen parada en ella. El resto están actualmente abandonadas, si bien el apeadero de Pilas se encuentra habitado y en la estación de Campillo-Sevilleja, conocida localmente como “Pizarrita”, podemos refrescar o alimentar nuestro camino en un vagón-restaurante o pernoctar en un coche-cama.